# Szonatina (film)
A Szonatina (eredeti címén, japánul ソナチネ (Szonacsine)) 1993-ban bemutatott japán film Kitano Takesi rendezésével és főszereplésével. Témája a jakuza klánjai közötti és egy klánon belüli harc.

## Cselekmény
A történet főszereplője Murakava, egy tokiói jakuza-klán tagja, aki azonban már belefáradt a bűnügyekbe, és visszavonulását tervezi. Főnöke azonban néhány társával Okinavába küldi, hogy segítsen beavatkozni az ottani Anan és Nakamacu klánok közötti konfliktusba. Murakava úgy érzi ugyan, hogy valójában azért kapta ezt a feladatot, hogy őtőle megszabaduljanak, mégis elvállalja és elmegy Okinavába. Ott több támadás is éri őket, több társát meg is ölik, viszont kiderül, hogy az Anan és a Nakamacu között valójában tényleg nincs nagy háború, ezért Murakavának megerősödik az eddigi gyanúja. Úgy döntenek, hogy egy időre elvonulnak egy mindentől távol eső tengerparti házba, és várnak.
A ház körül nincs más szórakozásuk, mint a játék: a kemény bűnözők néha egész gyerekesen kezdenek viselkedni, máskor azonban orosz rulettel is ijesztegetik egymást (igaz, a végén kiderül, hogy a pisztoly valójában üres volt). Egyik este Murakava kimegy a ház elé, és meglátja, hogy egy autóval valaki egy fiatal nőt hoz magával, kirángatja a homokos útra, és megpróbálja megerőszakolni. Közbeavatkozik, de a férfi késsel támad rá, ezért lelövi őt. A nő ettől kezdve egyre több időt tölt velük.
Bár egy ideig békében él a csoport, itt is utolérik őket ellenségeik és többüket meggyilkolják. Murakava biztos benne, hogy tokiói társa, Takahasi áll a háttérben, ezért amikor Takahasi Okinavára érkezik, megpróbálják megkeresni. Néhány embere és Takahasiék egy liftben találkoznak, ahol lövöldözés tör ki, és szinte mindenki meghal, de Murakava és Takahasi nem. Utóbbi később bevallja, hogy a főnök tényleg meg akart szabadulni Murakavától, és kiderül az is, hogy a főnök hamarosan nagyszabású találkozóra megy az Anan klánnal. Murakava megvárja ezt a találkozót, egy megmaradt társának köszönhetően sikerül kikapcsolniuk az épületben a világítást, a sötétet kihasználva pedig Murakava egy gépfegyverrel lemészárolja a találkozó összes résztvevőjét. A nő eközben a tengerparton várja őt, és Murakava el is indul, de útközben megáll autójával és fejbe lövi magát.

## Szereplők
- Kitano Takesi ... Murakava
- Kokumai Aja ... a nő
- Vatanabe Tecu ... Uecsi
- Kacumura Maszanobu ... Rjódzsi
- Teradzsima Szuszumu ... Ken
- Ószugi Ren ... Katagiri
- Zusi Tonbo ... Kitadzsima
- Jadzsima Kenicsi ... Takahasi

## Díjak és jelölések
| 1995 | Cognaci bűnügyifilm-fesztivál      | Kritikusok díja      |               | Elnyerte |
| 1994 | Japán akadémiai díj                | Legjobb filmzene     | Hiszaisi Dzsó | Elnyerte |
| 1994 | Japán professzionális filmes díj   | Legjobb új színésznő | Kokumai Aja   | Elnyerte |
| 1993 | Taorminai nemzetközi filmfesztivál | Arany Kharübdisz     |               | Elnyerte |